# Овгорос
О̀вгорос (на гръцки: Όβγορος; на турски: Ergazi) е село в Кипър, окръг Фамагуста. Според статистическата служба на Северен Кипър през 2011 г. селото има 202 жители.
Де факто е под контрола на непризнатата Севернокипърска турска република.